# قط بيتربالد

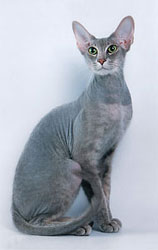

قط بيتَربَلد (بالإنجليزية: Peterbald)‏ (بالروسية: Петерболд) ، هي سلالة قطط أصلها من روسيا .

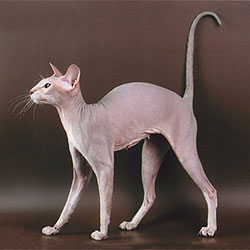